# Volkswagen Jetta (1979)
La Volkswagen Jetta A1 o Jetta I è un'autovettura prodotta dalla casa automobilistica tedesca Volkswagen dal 1979 al 1984.
Si tratta della prima generazione della omonima berlina a due volumi.

## Profilo e descrizione

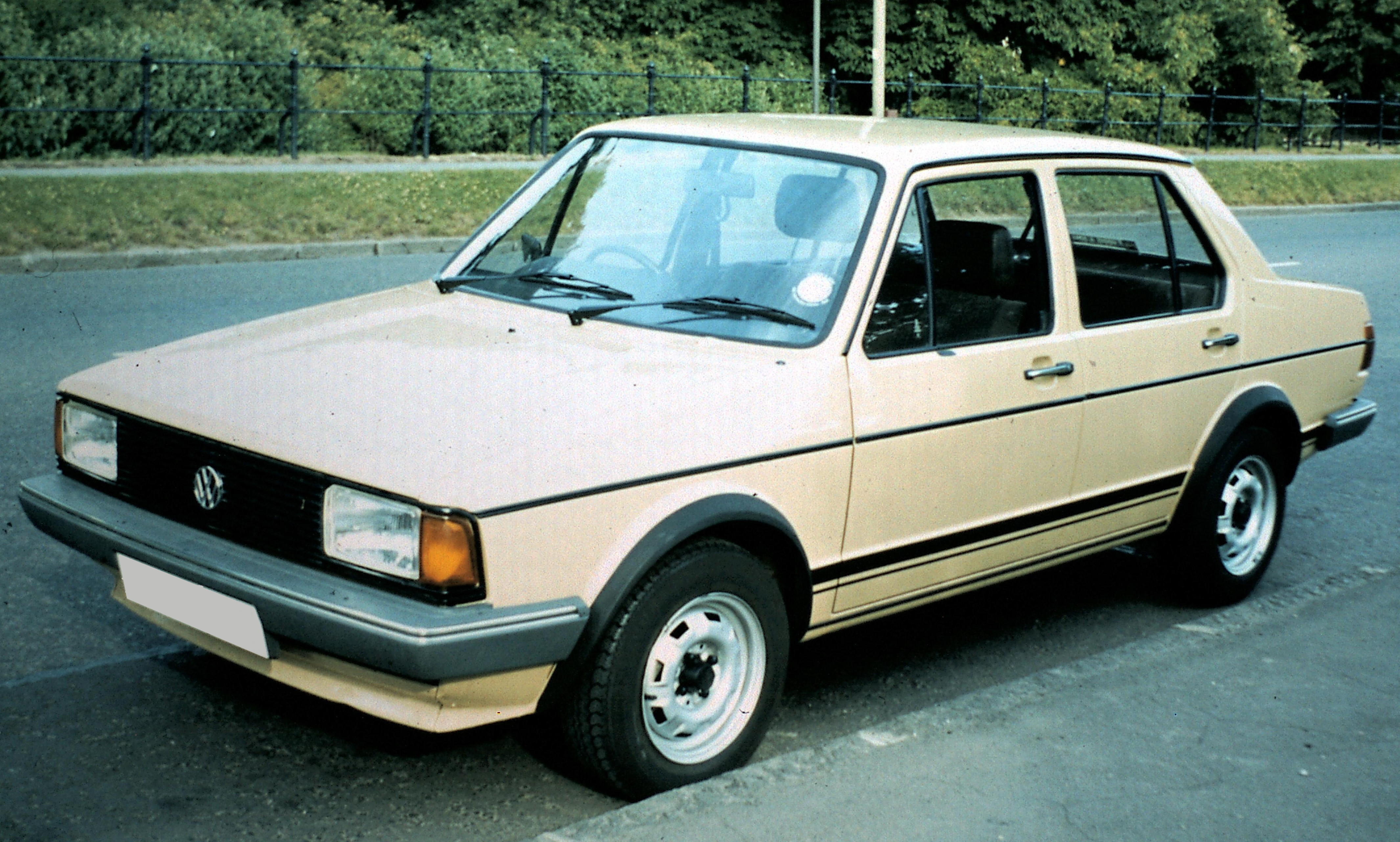
Una Volkswagen Jetta A1 4 Porte

Lo sviluppo della Jetta avvenne a seguito di alcune ricerche di marketing. Da questi studi era stato constatato che sul mercato del Nord America era generalmente più apprezzata una vettura berlina a tre volumi piuttosto che una a due volumi, come la Volkswagen Golf. Si decise quindi di realizzare una versione a 3 volumi della Golf, auto per cui fu utilizzata la piattaforma A della Volkswagen.
Pertanto, al salone dell’auto di Francoforte del luglio 1979 venne presentata la prima versione della Jetta e la produzione iniziò solo in agosto presso lo stabilimento di Wolfsburg. Era disponibile sia con carrozzeria a due porte che a quattro porte, anche se la due porte non fu mai importata in Italia. Il design era stato curato dalla Italdesign di Giorgetto Giugiaro, che aveva curato anche quello della Golf. Fatta eccezione per la parte posteriore completamente ridisegnata per ospitare un ampio vano bagagli, l’autovettura somiglia alla Golf anche se nella parte anteriore i fari sono rettangolari anziché rotondi e in generale la dotazione di accessori è più ricca, con rivestimenti in velluto e cinture di sicurezza anteriori e posteriori di serie su tutte le versioni.
La struttura meccanica ricalca quella della Golf, con una sospensione anteriore di tipo MacPherson e una posteriore a bracci longitudinali interconnessi. Tuttavia, per tenere conto del maggiore carico sull'asse posteriore, è stato utilizzato uno stabilizzatore differente rispetto alla Golf nella sospensione posteriore, che ne ha aumentato la rigidità torsionale. La Jetta condivide con la sorella Golf anche il passo di 2400mm, sebbene la lunghezza complessiva fosse aumentata di 380mm. La capacità del bagagliaio era di 510 litri, il che rendeva la Jetta molto più capiente della controparte a due volumi, anche se con una minore accessibilità del vano.
Le motorizzazioni disponibili furono svariate, con profonde differenze a seconda dei mercati di vendita, sia in termine di alimentazione, ma anche di cilindrate e di tipologie di iniezione. In Italia la Jetta viene venduta a partire dal 1980, nelle versioni GL con il 1.3 da 60cv e GLi con il 1.6 da 110cv (lo stesso della Golf GTI). Queste ultime avevano una dotazione di serie più ricca con volante e sedili sportivi e accorgimenti estetici esterna, ma anche una differente caratterizzazione meccanica con cambio a 5 marce, asseto ribassato e freni maggiorati.
Nel 1981 si aggiunge la versione diesel GLD che monta lo stesso motore della Golf ovvero il 1.6 aspirato da 54cv; nello stesso anno le versioni cambiano denominazione e da GL diventano CL, anche se i motori rimangono invariati. Sul finire dello stesso anno viene poi introdotta anche una versione economica alla base della gamma, ovvero la 1.1 Formel E CL, con motore 1093cc da 50cv; essa presentava anche specifici accorgimenti per la riduzione dei consumi, come un overdrive a comando elettromagnetico inseribile sul quarto rapporto del cambio.
Nel 1982 debutta la versione turbodiesel (GLD Turbo) mossa dal 1.6 da 70cv analogo a quello montato sulla Golf GTD; inoltre nello stesso anno, viene tolta dal listino la GLi 1.6. In alcuni mercati tale versione è stata sostituita da una analoga equipaggiata con il 1.8 della Golf GTI, tuttavia in Italia tale versione non fu resa disponibile.
Nel 1984 l’autovettura viene sostituita dalla Jetta di seconda generazione, basata sulla piattaforma della Golf II.

### Altre versioni
La Jetta A1 venne venduta anche in Sudafrica con il nome di Volkswagen Fox e in Messico con la denominazione di Volkswagen Atlantic. In questi paesi la produzione è continuata anche oltre il 1984, protraendosi fino alla fine degli anni Novanta. 

### Motorizzazioni
| Modello         | Disponibilità    | Motore  | Cilindrata (cm³) | Potenza        | Coppia max (Nm) | Emissioni CO2 (g/km) | 0–100 km/h (secondi) | Velocità max (km/h) | Consumo medio (km/l) |
| 1.1             | dal 1981 al 1984 | Benzina | 1093             | 37 Kw (50 Cv)  | 82              | n.d                  | 17.2                 | 142                 | 12.5                 |
| 1.3             | dal 1979 al 1984 | Benzina | 1272             | 44 Kw (60 Cv)  | 95              | n.d                  | 15.0                 | 147                 | 10.5                 |
| 1.6             | dal 1980 al 1984 | Benzina | 1588             | 81 Kw (110 Cv) | 140             | n.d                  | 9.6                  | 178                 | 10.0                 |
| 1.6 Diesel      | dal 1981 al 1984 | Diesel  | 1588             | 40 Kw (54 Cv)  | 99              | n.d                  | 19.3                 | 146                 | 17.4                 |
| 1.6 Turbodiesel | dal 1982 al 1984 | Diesel  | 1588             | 51 Kw (69 Cv)  | 133             | n.d                  | 15.0                 | 158                 | 18.5                 |